# Троицкое (Усть-Пристанский район)
Троицкое — село в Усть-Пристанском районе Алтайского края. Административный центр и единственный населённый пункт Троицкого сельсовета.

## География
Расположено на берегах реки Барчихи. Абсолютная высота — 210 метров над уровнем моря.

## История
Основано в 1869 году. В 1926 году в селе Троицком имелось 362 хозяйства и проживало 2405 человек (1177 мужчин и 1228 женщин). В национальном составе населения того периода преобладали русские. Действовали школа I ступени и лавка общества потребителей. В административном отношении являлось центром Троицкого сельсовета Пристанского района Бийского округа Сибирского края.

## Население
| 1926 | 1997 | 1998 | 1999 | 2000 | 2001 | 2002 | 2003 | 2004 | 2005 | 2006 |
| ---- | ---- | ---- | ---- | ---- | ---- | ---- | ---- | ---- | ---- | ---- |
| 2405 | ↘680 | ↘667 | ↗672 | ↘667 | →667 | ↘626 | ↗627 | ↘616 | ↘587 | ↘578 |
| 2007 | 2008 | 2009 | 2010 | 2011 | 2012 | 2013 | 2014 | 2015 | 2016 | 2017 |
| →578 | ↘558 | ↘484 | ↗504 | ↘501 | ↘493 | ↘486 | ↘456 | →456 | ↗458 | ↘450 |
| 2018 | 2019 | 2020 | 2021 |      |      |      |      |      |      |      |
| ↘424 | ↘404 | ↘397 | ↘381 |      |      |      |      |      |      |      |

Национальный состав
Согласно результатам переписи 2002 года, в национальной структуре населения русские составляли 90 %.